# Vepr
Le fusil d'assaut ukrainien Vepr (« sanglier ») est une variante bullpup de l'AK-74 russe. Elle fut conçue par l'Agence spatiale nationale d'Ukraine vers 2003. Sa production fut restreinte car l'armée ukrainienne conserve ses AK-74, issus des stocks de l'Armée rouge, jugés plus fiables et plus pratiques.

## Présentation
Comme tout bullpup, le chargeur cintré, le mécanisme et le sélecteur de tir des AK-74M se trouve derrière la poignée pistolet. Ses garnitures sont en polymère. Il possède un guidon de type M16A1. La hausse est réglable jusqu'à 1 000 m malgré une portée effective limitée à 450 m environ.

## Fonctionnement
Comme toutes les armes de la famille Kalachnikov fonctionnent par un emprunt de gaz assuré par un évent situé environ aux deux tiers du canon. La sélection du mode de tir se fait au niveau du levier latéral qui lui a trois positions :
- sécurité (levier en position haute), le chien est alors verrouillé, le tir est impossible
- coup par coup (levier en position basse), pour le tir semi-automatique
- automatique (levier en position intermédiaire), le chien devient libre tant que la détente est enfoncée. Après le tir de la dernière cartouche d'un chargeur la culasse d'un AK-47 classique n'est pas bloquée en position arrière, ce qui contraint à réarmer après avoir mis en place un chargeur.

## Galerie

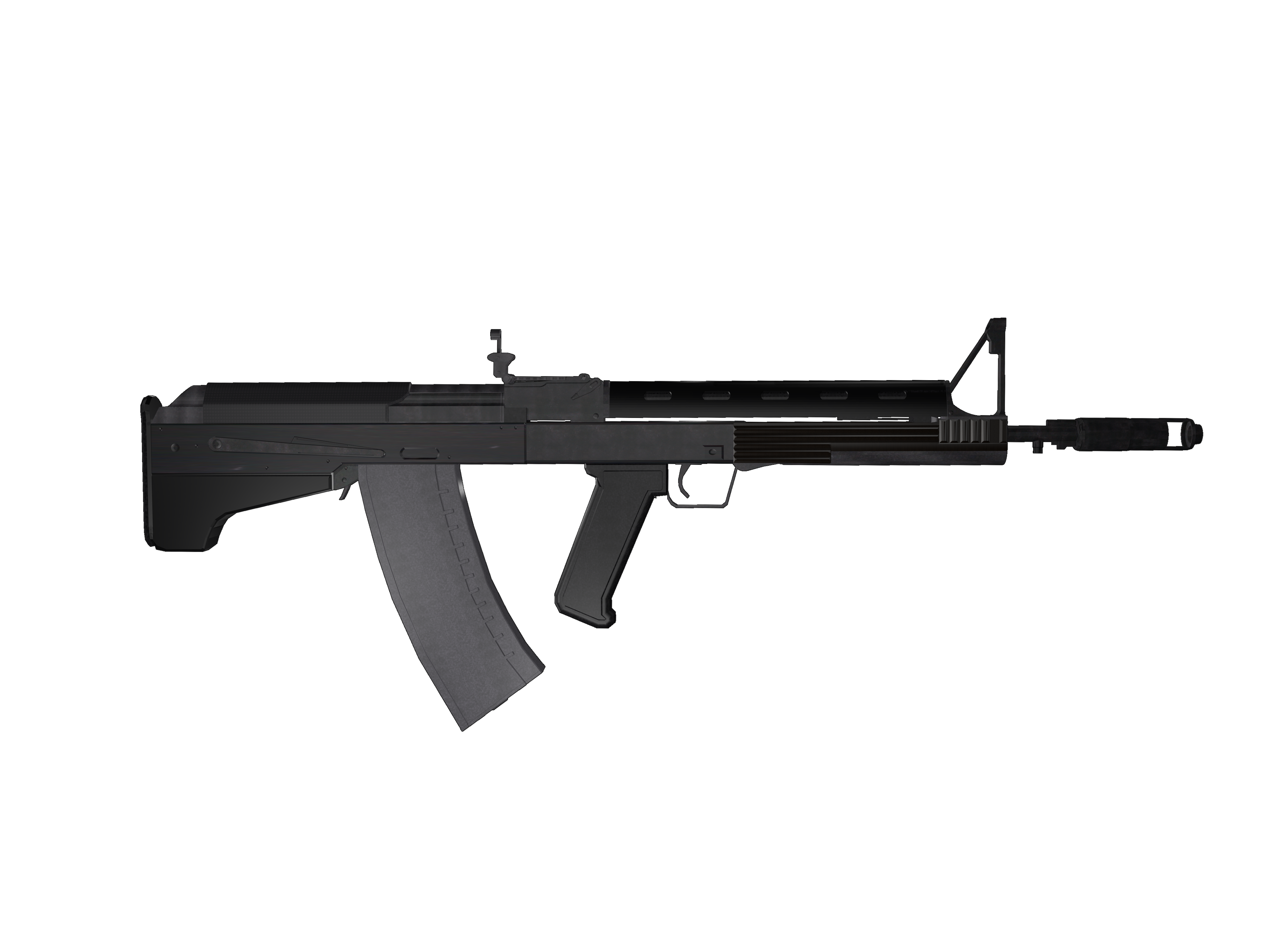
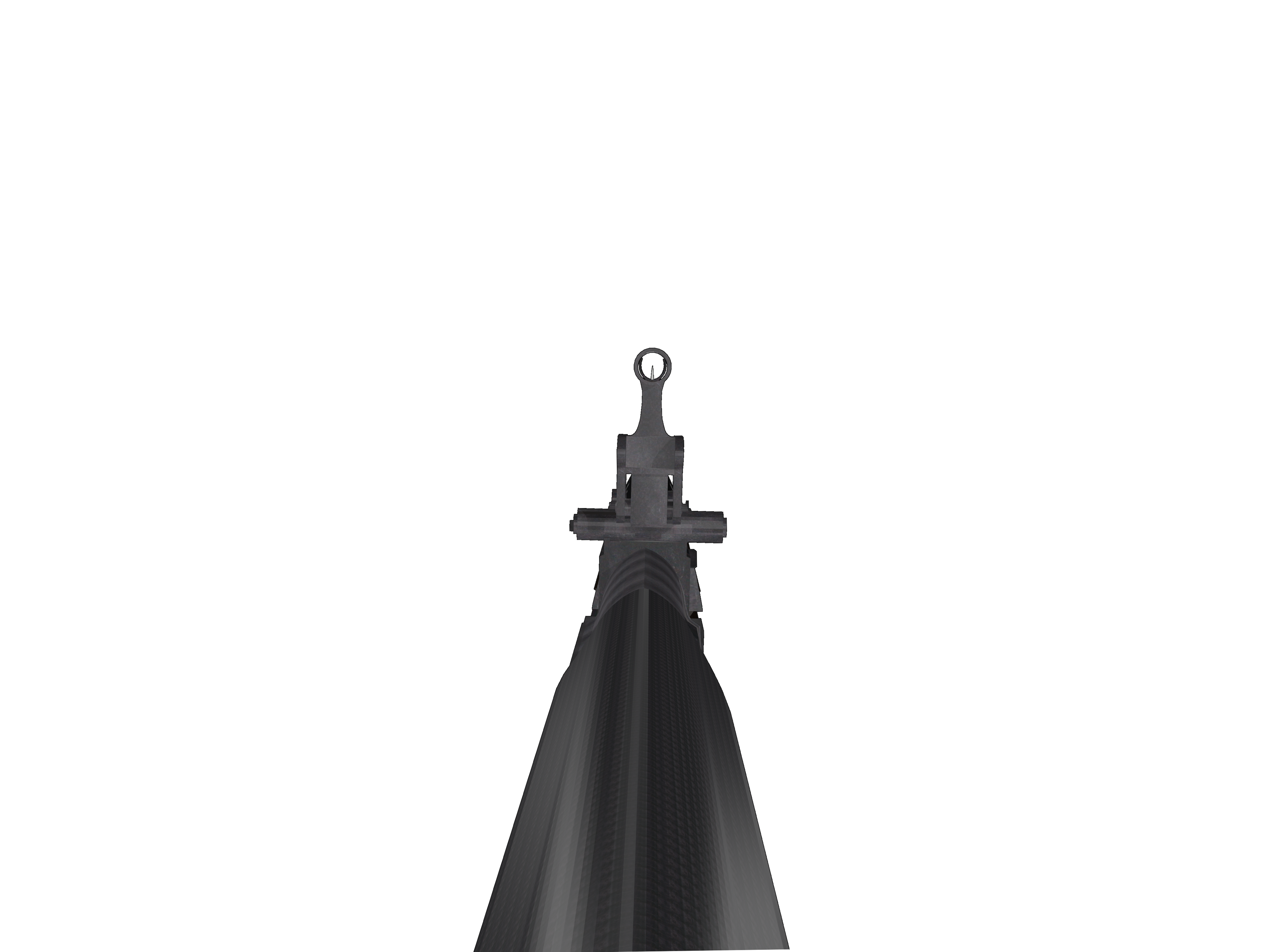
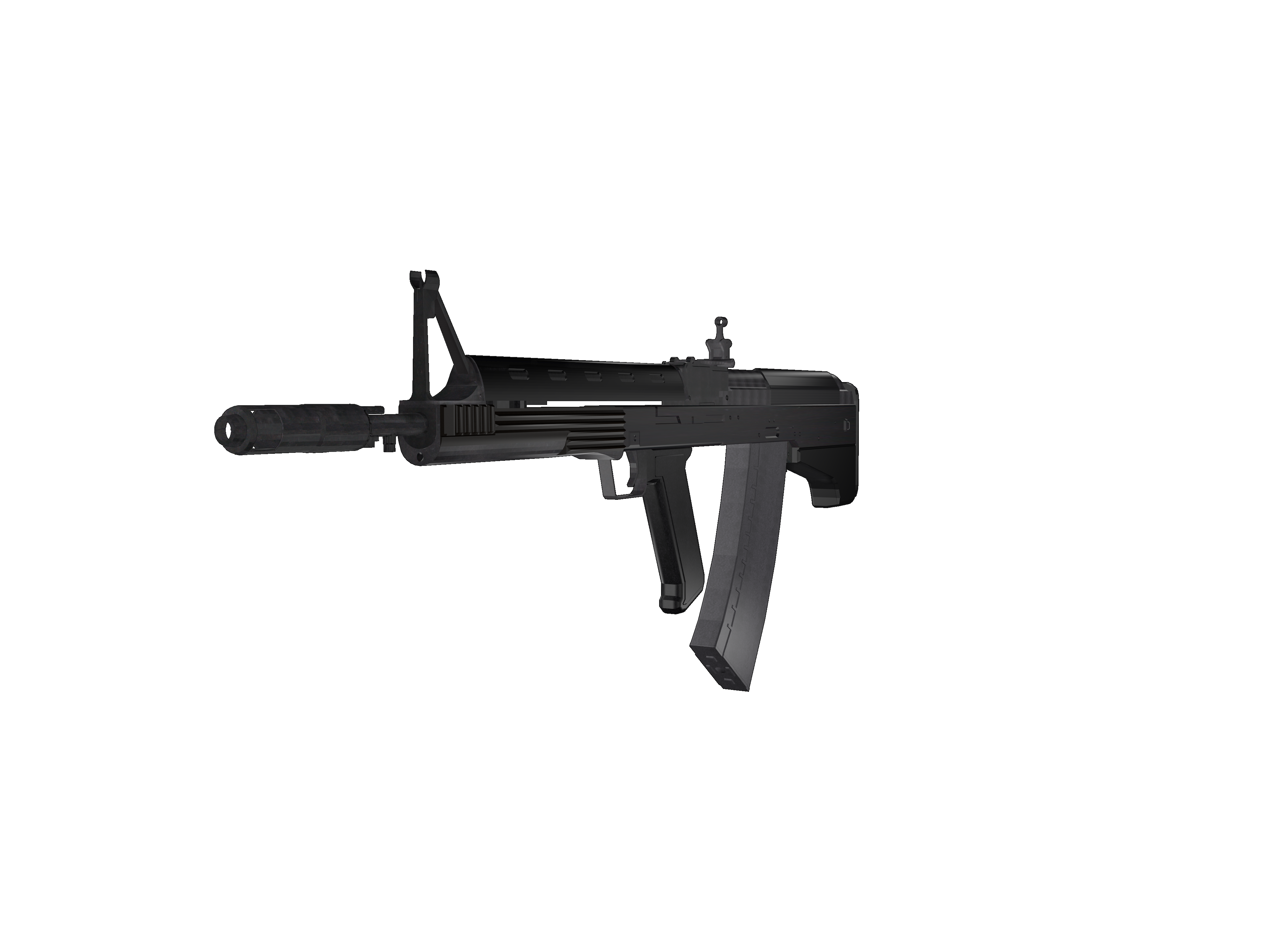
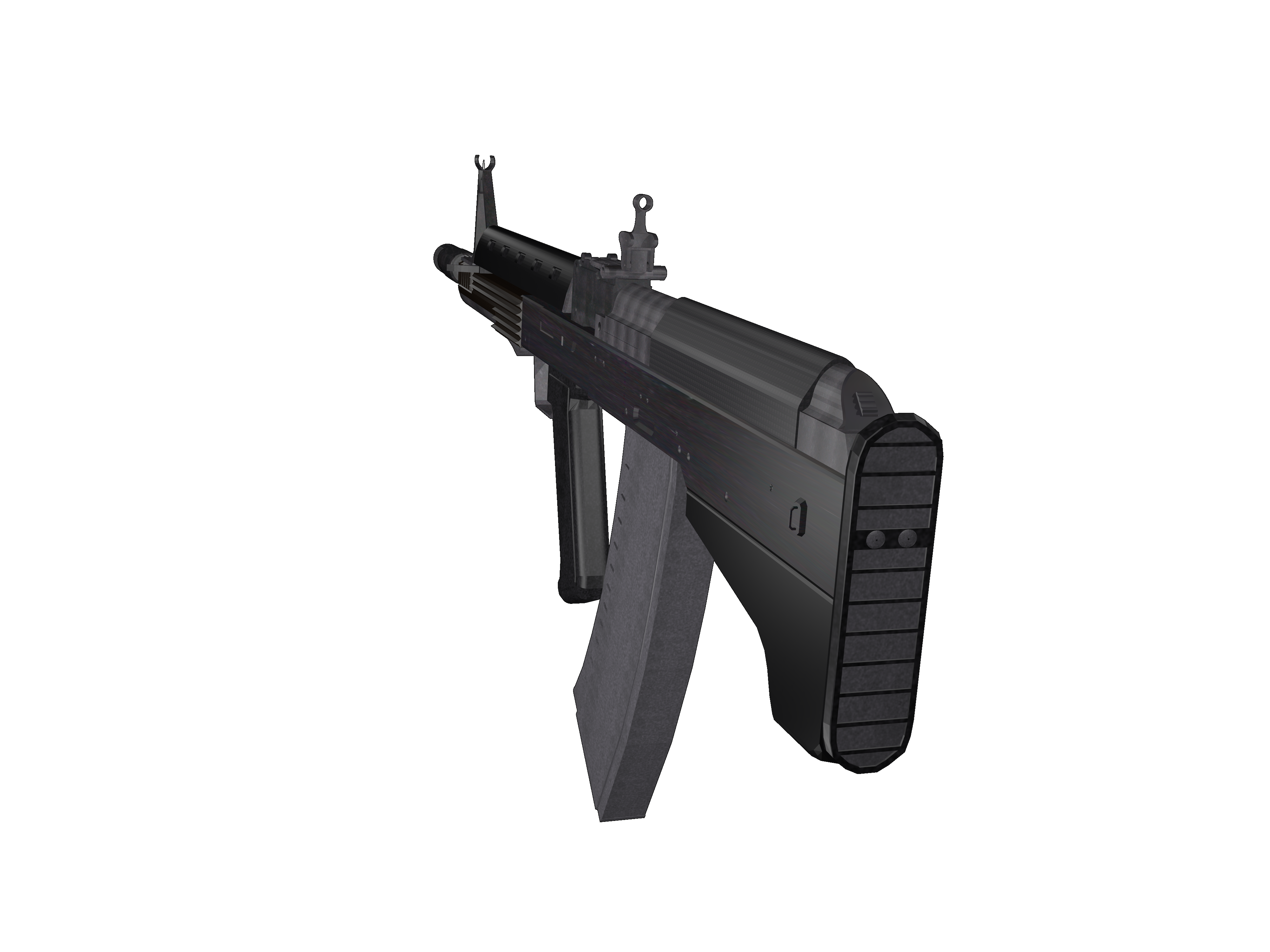